# Poro (île)
Poro (Waray-waray "puro", "île") est une île située dans la mer des Camotes aux Philippines.

## Localisation
C'est l'une des quatre îles Camotes avec Pacijan (de), Ponson (ceb) et îlot de Talong (ceb). Elle est située entre les îles de Cebu à l’ouest, Leyte à l'est et Bohol au sud.
Les îles de Pacijan et Poro sont reliées par un pont-jetée.

## Géographie
L'île abrite plusieurs grottes, comme la grotte de Bukilat qui est une grande caverne naturelle dans la partie sud-est de l'île. La grotte est bien éclairée en raison d'ouvertures naturelles dans la canopée. On y trouve de nombreuses formations de stalactites et de stalagmites. L’île compte aussi plusieurs cascades, dont les plus remarquables sont Busay Falls et Pangunuron Falls.
Buho Rock est un lieu touristique où se trouve une des rares plages de l'île. C'est une excavation dans une falaise, accessible par un escalier en pierre. Elle offre un panorama sur Poro et la mer.

### Climat
Le climat de l'île de Poro est tropical humide.
| Mois                              | jan. | fév. | mars | avril | mai   | juin  | jui.  | août  | sep.  | oct.  | nov.  | déc. | année   |
| --------------------------------- | ---- | ---- | ---- | ----- | ----- | ----- | ----- | ----- | ----- | ----- | ----- | ---- | ------- |
| Température minimale moyenne (°C) | 21   | 22   | 22   | 24    | 25    | 25    | 24    | 24    | 24    | 24    | 23    | 22   | 26      |
| Température moyenne (°C)          | 26   | 27   | 28   | 30    | 30    | 29    | 28    | 28    | 28    | 28    | 28    | 27   | 28      |
| Température maximale moyenne (°C) | 32   | 33   | 34   | 36    | 36    | 34    | 32    | 32    | 32    | 32    | 33    | 32   | 30      |
| Précipitations (mm)               | 34,3 | 12,6 | 26,2 | 60,6  | 153,6 | 225,4 | 287,8 | 364,1 | 313,9 | 194,6 | 112,7 | 45,1 | 1 830,7 |

| Diagramme climatique                                  |          |          |          |           |           |           |           |           |           |           |          |
| J                                                     | F        | M        | A        | M         | J         | J         | A         | S         | O         | N         | D        |
| 322134,3                                              | 332212,6 | 342226,2 | 362460,6 | 3625153,6 | 3425225,4 | 3224287,8 | 3224364,1 | 3224313,9 | 3224194,6 | 3323112,7 | 322245,1 |
| Moyennes : • Temp. maxi et mini °C • Précipitation mm |          |          |          |           |           |           |           |           |           |           |          |

## Économie

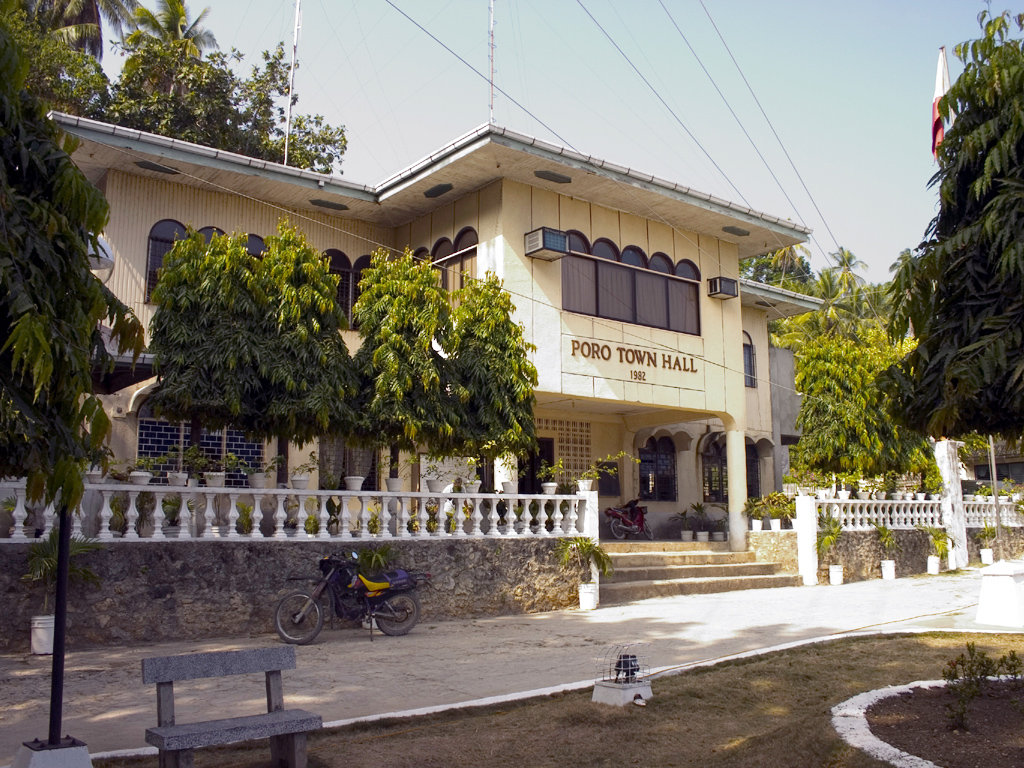
Mairie de Poro

Les industries prédominantes sur l'île de Poro sont l'agriculture (culture du maïs et du riz, élevage de porcs, de poulet et de bétail), la pêche et le tourisme.
Les deux principales municipalités sont Poro et Tudela.

## Histoire
On sait peu de choses sur la protohistoire de Poro. Des études archéologiques ont été menées au vingtième siècle, mais elles n'ont abouti à aucune découverte importante.
La population de l’île est constituée de la réunion de deux tribus, les agriculteurs qui sont venus de Sitio Tag-anito et les pêcheurs de sitio Mactang. Sitio Tag-anito est maintenant la ville de Tudela tandis que sitio Mactang est maintenant l'un des barangays de Poro.
Les îles sont mentionnées pour la première fois par Antonio Pigafetta, l'un des survivants du voyage Magellan. Les îles Camotes sont les premières îles qu’ils aperçoivent après une attente de plusieurs jours, la première semaine d'avril 1521.
Poro a été reconnue comme la première ville de l'île de Poro en 1780. 
L'île a été occupée par l'armée japonaise de 1942, date de la bataille des Camotes, jusqu'à la fin de la seconde guerre mondiale.

## Langue
Le nom de l'île vient du mot Waray-waray "puro" qui signifie "île".
La langue de l'île est le Porohanon, qui serait plus proche du Masbateño que du Cebuano.

## Événements culturels
L'un des festivals célébrés dans les îles Camotes est le Festival de Tagbo. Le festival est célébré au mois de janvier et se déroule en l'honneur du patron de la ville de Poro, le Santo Niño. Alors que le Sinulog peut être considéré comme le plus grand festival honorant le Santo Niño, le festival de Porbo à Camotes de Tagbo est tout aussi coloré mais à plus petite échelle.
Le festival de Tagbo à Poro commémore également la fondation de la ville. Le terme  « tagbo » est un mot visayan qui signifie « se rencontrer ou converger ».